# Fera Ferida
Fera Ferida é uma telenovela brasileira produzida e exibida pela TV Globo de 15 de novembro de 1993 até 16 de julho de 1994, em 210 capítulos. Substituiu Renascer e foi substituída por Pátria Minha, sendo a 48ª "novela das oito" a ser transmitida pela emissora.
Escrita por Aguinaldo Silva, Ricardo Linhares e Ana Maria Moretzsohn, com a colaboração de Márcia Prates e Flávio de Campos. A direção foi de Dennis Carvalho, Marcos Paulo, Carlos Magalhães e Carlos Araújo, sob a direção geral de Denis Carvalho e Marcos Paulo.
Contou com as atuações de Edson Celulari, Giulia Gam, Lima Duarte, José Wilker, Susana Vieira, Hugo Carvana, Joana Fomm e Juca de Oliveira.
O enredo é livremente inspirado no realismo fantástico dos romances Clara dos Anjos, Recordações do Escrivão Isaías Caminha, Triste Fim de Policarpo Quaresma, Vida e Morte de M. J. Gonzaga de Sá, do escritor carioca Lima Barreto (1881-1922), com metáforas do contexto político brasileiro na época. É também inspirado nos personagens dos seus contos A Nova Califórnia e O Homem que Sabia Javanês.

## Enredo

### Primeira fase
A vingança e a cobiça eram os temas de Fera Ferida, cuja trama se baseava no universo ficcional de Lima Barreto. O prefeito da fictícia Tubiacanga, Feliciano Mota da Costa, acredita que a cidade esconda preciosas minas de ouro. Ao seu lado estavam os companheiros Major Emiliano Bentes, Professor Praxedes e Numa Pompílio de Castro. Para provar ao povo de Tubiacanga que está certo, Feliciano mostra uma enorme e brilhante pepita de ouro em plena praça pública, causando um rebuliço entre os tubiacanguenses. Com a pedra nas mãos, o prefeito consegue convencer a todos a entregar-lhe suas economias para a construção de uma empresa de mineração na cidade.
O destino de Feliciano, no entanto, não seria tão promissor como parecia. A notícia de que a cidade estava cheia de ouro se espalha, e Tubiacanga é invadida por garimpeiros. Dos males esse seria o menor. Quando Feliciano volta da capital com a riqueza da cidade revertida em dólares, revela-se que a pepita que ele mostrara ao povo não era de ouro. Enfurecida, a população se volta contra ele. Para piorar sua situação, a mala com o dinheiro que trouxera da capital desaparece misteriosamente, e seus companheiros acabam ficando contra ele, acusando-o de ladrão. Feliciano, na realidade, fora enganado pelo assessor Demóstenes. Em meio a uma revolta popular, o prefeito se vê obrigado a fugir com a mulher, Laurinda, e o filho, Feliciano Júnior, de canoa. Perseguidos, ele e a mulher são atingidos por um pistoleiro e morrem afogados. Feliciano Júnior enterra os pais e jura se vingar. Essa parte da história é mostrada no primeiro capítulo da novela e, ao longo da trama, em flashback.

### Segunda fase
Quinze anos depois da desgraça, Feliciano Júnior retorna a Tubiacanga, sob a identidade de Raimundo Flamel. Alquimista, cheio de mistérios sobre seu ofício e seu passado, ele aguça a ambição e a cobiça dos moradores da cidade ao se dizer capaz de transformar ossos humanos em ouro. Decidido a vingar a morte do pai, Flamel usa diversas estratégias para acabar com os responsáveis pela tragédia de sua família. Ele não contava, entretanto, que se apaixonaria perdidamente por Linda Inês, sua namorada de infância e filha do prefeito Demóstenes, seu principal inimigo. O segundo alvo de Flamel é o Major Bentes, um homem ambicioso e prepotente, que teve um filho bastardo, Cassi Jones, com a perigosa Salustiana Maria Tibiriçá e vive perturbado por esse passado. Os dois travam uma verdadeira disputa pelo poder, usando como pretexto o filho que Salustiana jura ser dele. O filho legítimo de Major Bentes, Guilherme, é apaixonado por sua namorada Linda Inês, mas a moça não tem o mesmo sentimento por ele. O vereador Numa Pompílio de Castro e o Professor Praxedes de Menezes são os outros alvos da vingança de Flamel.
Ao lado de Flamel estão Genival Gusmão, seu secretário e ouvinte, e Margarida Pestana, irmã de Laurinda e madrinha de Flamel, a quem ele revela seu segredo.
Flamel tenta, de todas as formas, evitar o amor que sente por Linda Inês. A jovem, por sua vez, sente-se atraída por Flamel assim que o vê, sem saber que ele é Feliciano Júnior, seu namorado de infância. Os dois jovens vivem uma relação conflituosa, pois apesar de amá-la, Flamel evita esse sentimento, obstinado em cumprir sua missão. Quando Linda Inês descobre a verdadeira identidade de Flamel e seu plano de vingança, fica dividida entre o amor que sente por ele e seu pai, Demóstenes, o alvo principal de Flamel.
O alquimista desperta, a cada dia, a curiosidade dos poderosos de Tubiacanga. Em determinado momento da história, ele conta a Numa que é capaz de transformar ossos em ouro, atiçando a cobiça do vereador. Mesmo avisado por seu mestre, Nicolau, para não prosseguir com a experiência, Flamel não desiste. O químico chega a ter uma visão do pai, Feliciano, que pede a ele que não leve adiante a ideia da vingança, mas o moço diz que não tem como voltar atrás. Demóstenes, Major Bentes e Praxedes ficam sabendo sobre a mina de ouro de Flamel, a notícia acaba se espalhando por toda a cidade, e os moradores de Tubiacanga passam a violar as sepulturas em busca de ossos.
Flamel volta a repetir a experiência de transformar ossos em ouro, e seu mestre, Nicolau, decide castigá-lo: tudo o que Flamel toca passa a transformar-se em ouro. Para seu desespero, ele transforma Linda Inês em uma estátua do metal dourado. Enquanto isso, Demóstenes incita o povo a invadir o casarão do alquimista, e, enfurecidos, os tubiacanguenses destroem não só a casa de Flamel, como a cidade, em busca de ossos. Em meio à confusão, Major Bentes aponta uma arma contra Flamel, exigindo a poderosa fórmula em troca de sua vida. Orestes atira no major, e ele morre. Aos poucos, tudo volta à normalidade: mestre Nicolau faz os objetos transformados em ouro voltarem ao que eram antes e decide tirar os poderes de alquimista de Flamel.

### Fim da trama
No último capítulo, Linda Inês entrega-se ao amor que sente por seu namorado de infância, e os dois se casam na igreja da cidade, tendo Ilka Tibiriçá e Ataliba Timbó, Maria dos Remédios e Genival Gusmão, Sigfrida e Áureo e Margarida Pestana e Orestes Fronteira como padrinhos.

## Elenco
| Interprete          | Personagem                                            |
| ------------------- | ----------------------------------------------------- |
| Edson Celulari      | Raimundo Flamel / Feliciano Mota da Costa Júnior      |
| Giulia Gam          | Linda Inês Tibiriçá de Souza Maçaranduba da Costa     |
| José Wilker         | Demóstenes Maçaranduba da Costa                       |
| Lima Duarte         | Major Emiliano Cerqueira Bentes (Major Bentes)        |
| Joana Fomm          | Salustiana Maria Tibiriçá de Souza de Azevedo Picanço |
| Susana Vieira       | Rubra Rosa Poente Pompílio de Castro                  |
| Hugo Carvana        | Numa Pompílio de Castro                               |
| Juca de Oliveira    | Praxedes de Menezes                                   |
| Arlete Salles       | Margarida Pestana Weber                               |
| Cláudio Marzo       | Orestes Fronteira                                     |
| Cássia Kis          | Ilka Maria Tibiriçá de Souza                          |
| Paulo Gorgulho      | Ataliba Timbó                                         |
| Cláudia Ohana       | Camila                                                |
| Otávio Augusto      | Afonso Henriques de Lima Barreto                      |
| Cláudia Alencar     | Perla Menescal (Guiomar)                              |
| Rubens Caribé       | Guilherme Cerqueira Bentes                            |
| Deborah Evelyn      | Zigfrida "Frida" Pestana Weber                        |
| Cláudio Fontana     | Áureo Poente Pompílio de Castro                       |
| Marcos Winter       | Cassy Jones de Azevedo Picanço                        |
| Érika Rosa          | Clara dos Anjos                                       |
| Vera Holtz          | Querubina Praxedes de Menezes                         |
| Luíza Tomé          | Maria dos Remédios                                    |
| Tonico Pereira      | Chico da Tirana                                       |
| Maria Ceiça         | Engrácia dos Anjos                                    |
| Antônio Pompeo      | Joaquim dos Anjos                                     |
| Ewerton de Castro   | Genival Gusmão                                        |
| Giuseppe Oristânio  | Maxwell Antenor                                       |
| Anna de Aguiar      | Isolda "Isoldinha" Pestana Weber                      |
| Murilo Benício      | Fabrício                                              |
| Pedro Vasconcelos   | Etevaldo Praxedes de Menezes                          |
| Camila Pitanga      | Teresinha Fronteira                                   |
| Norton Nascimento   | Wotan                                                 |
| Ivan de Albuquerque | Mestre Nicolau                                        |
| Rosane Gofman       | Vaina Marina                                          |
| Tuca Andrada        | Carlos Barromeu (Delegado Barromeu)                   |
| Maria Gladys        | Lucineide Barbosa                                     |
| Maria Helena Dias   | Júlia                                                 |
| Fernanda Muniz      | Valéria                                               |
| Clemente Viscaíno   | Juca                                                  |
| Cléa Simões         | Cleonice                                              |
| Daniela Faria       | Daiana                                                |
| Fernanda Lobo       | Belmira                                               |
| Renato Vasconcelos  | Sidney                                                |
| Bruno De Luca       | Uilson Praxedes de Menezes                            |
| Patrick de Oliveira | Romão Fronteira (Romãozinho)                          |

### Participações especiais
| Interprete              | Personagem                                         |
| ----------------------- | -------------------------------------------------- |
| Tarcísio Meira          | Feliciano Mota da Costa                            |
| Lucinha Lins            | Laurinda Pestana Mota da Costa                     |
| Odilon Wagner           | Friederich Weber                                   |
| Diogo Bandeira          | Feliciano Mota da Costa Junior (criança)           |
| Mariana Guimarães       | Linda Inês de Souza Maçaranduba da Costa (criança) |
| Odenir Fraga            | Januário                                           |
| Alexandre Barbalho      | Montemor                                           |
| André Gonçalves         | Vivaldo Fronteira                                  |
| Carolina Dieckmmann     | Carol                                              |
| Isadora Ribeiro         | Dona Marquesa                                      |
| Julciléa Telles         | Ivonete                                            |
| Lívia Ramos             | Consuelo                                           |
| Luís Antônio Pilar      | Antônio                                            |
| Maria Adelaide Ferreira | Maria da Graça                                     |
| Raul Labanca            | Animal                                             |
| Sonaira D'Avila         | Sônia                                              |
| Waldemar Berditchevski  | Laurindo                                           |

## Produção

### Roteiro
Fera Ferida foi baseada na obra de Lima Barreto (1881-1922), mais especificamente nos romances Clara dos Anjos, Recordações do Escrivão Isaías Caminha, Triste Fim de Policarpo Quaresma, Vida e Morte de M. J. Gonzaga de Sá e em personagens dos contos Nova Califórnia e O Homem que Sabia Javanês. A própria novela inicialmente iria se chamar Nova Califórnia. Aguinaldo Silva livremente se inspirou nos personagens e contos de Lima Barreto e também fez uso de metáforas das condições políticas do Brasil na época, brincando com notícias reais do país. Só nos primeiros capítulos foram citados Fernando Collor, Juscelino Kubitschek e o regime militar, com graça. Além de ter se baseado no universo fictício de Lima Barreto, Aguinaldo Silva homenageou o autor através do poeta Afonso Henriques, personagem interpretado por Otávio Augusto, cujo nome completo era Afonso Henriques de Lima Barreto, homônimo do homenageado. Além disso, havia uma foto de Lima Barreto com a faixa presidencial no gabinete do prefeito de Tubiacanga. Ainda homenageando Lima Barreto, os nomes das praças e ruas de Tubiacanga faziam referência aos romances e personagens criados pelo autor, como a praça Policarpo Quaresma, rua Gonzaga de Sá, entre outras.
Com personagens curiosos e tramas por vezes absurdas de Aguinaldo Silva, o autor trazia novamente o realismo fantástico, que esteve presente nos poderes de Raimundo Flamel em transformar ossos humanos em ouro; na personagem Camila, que entrava em sono profundo e dormia anos a fio; na figura do Coveiro Orestes, que falava com os mortos e sabia os segredos das famílias de Tubiacanga; e nas cenas de amor de Demóstenes e Rubra Rosa, que inflamava tudo ao redor - o que remete à personagem Marcina, de Sônia Braga da novela Saramandaia, de Dias Gomes, que ardia em febre, literalmente, quando excitada. E a novela também veio com vários outros elementos em comum com seus demais trabalhos, como a ambientação em uma cidade fictícia que faz as vezes de microcosmo do Brasil, cenas de realismo mágico e personagens com características parecidas. Aguinaldo já tinha apresentado estes elementos em Roque Santeiro, Tieta e Pedra sobre Pedra, e posteriormente em A Indomada, Porto dos Milagres e O Sétimo Guardião.
O autor Aguinaldo Silva fez uma referência à sua cidade natal, Carpina, na telenovela. O município brasileiro do estado de Pernambuco guarda semelhanças com a cidade da trama, Tubiacanga, que tinha a fama de ter o quinto melhor clima do mundo.
No último capítulo de Fera Ferida, o cinema da cidade de Tubiacanga anunciava a estreia da próxima novela das oito da TV Globo, a novela Pátria Minha (1994), de Gilberto Braga.

### Gravação
Fera Ferida teve a maior cidade cenográfica já construída pela TV Globo até então, sendo que pela primeira vez na história de suas telenovelas, a emissora montou uma cidade completa para servir a todas as locações externas. A área tinha 30.000m2 e foi erguida em 45 dias, em Jacarepaguá, no terreno onde hoje fica o Projac. O espaço incluía um rio artificial com 1,7 milhão de litros de água, em que seis bombas hidráulicas ajudam a imitar a correnteza de um rio sob uma ponte de ferro, ancoradouro, praças, jardins, cemitérios, uma pedreira e dez prédios em tamanho natural. Fora da cidade cenográfica, as cenas da personagem Linda Inês no curral eram gravadas em Volta Redonda, no Sul Fluminense, para onde a produção enviou cerca de 400 ovelhas. O local escolhido da gravação da cena em que a família de Feliciano fugia de Tubiacanga em uma canoa foi uma corredeira em Três Rios, na região centro fluminense. Esta gravação exigiu uma equipe de mergulhadores, ambulância com serviço médico e bombeiros de plantão. Embora a produção contasse com uma equipe de dublês, o diretor precisava dos próprios atores em ação, incluindo o menino Diogo Bandeira, intérprete de Flamel na infância. Foram também feitas cenas no exterior, com cenas rodadas na cidade francesa de Chaumont, onde ficava o castelo de Nicolau, o misterioso mestre de Raimundo Flamel. No Vale do Loire foram gravadas as cenas finais da história, em que os apaixonados Linda Inês e Flamel terminavam juntos.
Os pratos afrodisíacos de Ilka Tibiriçá eram adaptações de receitas verdadeiras, extraídas do livro Comer e Amar, escrito em 1986 pela empresária martiniquenha Lauretta Marie Josephe e pelo jornalista Okky de Souza. A única receita que não foi retirada do livro era o famoso sarapatel das delícias. Esse prato foi uma sugestão do veterinário Edson Ramos da Siqueira, professor do departamento de produção animal da Universidade de Botucatu, em São Paulo. Edson Ramos auxiliava a equipe de Aguinaldo Silva nas cenas em que Linda Inês lidava com os carneiros. Além do sarapatel, outras receitas famosas de Ilka Tibiriçá eram mexilhões com abóbora-menina, maionese de ovos de codorna com codornas assadas e frango com gengibre. Depois de gravadas as cenas, o elenco e a produção comiam todos os quitutes.
O ator José Wilker contou sobre as improvisações que eram permitidas e incentivadas na novela, como ter dito frases em latim para a personagem de Cássia Kis, a Ilka Tibiriçá, e de ter brincado com a sua função de prefeito, a de despachar, no sentido de desembargar. Um dia, ele pediu a um contrarregra para lhe arrumar uma tigela com farofa, um frango, uma vela e uma garrafa de pinga. A atriz Giulia Gam, que faria a cena com ele, foi pega de surpresa com o “despacho” que ele fazia.
A liberdade de improvisação também foi usada por Otávio Augusto. Durante a novela, o ator inspirou-se no filme Cyrano de Bergerac (1990), de Jean-Paul Rappeneau, e em citações do poeta para enriquecer as falas de Afonso Henriques. O ator achou que os acréscimos expressariam bem a tristeza do personagem ao ser dispensado por Camila, de Cláudia Ohana.
Um outro caso de improvisação utilizou o ator Juca de Oliveira para homenagear José Wilker no 5º capítulo. Na cena o Prefeito Demóstenes diz que seus gastos com a festa para Flamel deveriam ser ressarcidos pela prefeitura. O Professor Praxedes (personagem de Juca de Oliveira) então diz: "É justo, é muito justo, é justíssimo!", em alusão ao personagem de Wilker, Coronel Belarmino de Renascer, novela antecessora no horário, onde o personagem é morto logo no início, mas eternizou o bordão. É visível na cena que José Wilker não sabia do improviso e não segurou um leve sorriso encabulado.
A equipe de figurinos fez um planejamento cromático para o visual de Fera Ferida, diferenciado de acordo com o núcleo familiar. O figurino de Linda Inês era masculinizado por ela ser uma menina que perdeu a mãe cedo e foi criada pelo pai em uma fazenda.
O casarão de Raimundo Flamel era uma construção gótica, sombria e misteriosa, características perfeitas para criar a atmosfera de mistério que envolvia o personagem. A fazenda de Demóstenes conjugava características do inescrupuloso prefeito e de sua filha, a doce Linda Inês. A casa misturava alegria e suntuosidade. Para tal, o cenógrafo Raul Travassos inspirou-se na arquitetura das fazendas inglesas, criando ambientes aconchegantes, com muita madeira e minuciosos objetos decorativos.
A pedido do diretor Paulo Ubiratan, a atriz Carolina Dieckmann, que vivia a doce Carol, deixou a trama antes do final. O diretor escalou a atriz, iniciante na época, para viver Açucena em Tropicaliente de 1994, a futura novela das seis, e pediu que Aguinaldo Silva a liberasse. Em 2005, Carolina Dieckmann voltou a atuar em uma novela de Aguinaldo Silva, dessa vez, como uma das protagonistas: a atriz estrelou Senhora do Destino.
O diretor Dennis Carvalho saiu no decorrer da novela para dirigir Pátria Minha (1994). A direção-geral de Fera Ferida foi assumida por Marcos Paulo. A trama também teve gravações externas dirigidas por Gonzaga Blota. Na verdade, como as gravações estavam atrasadas, Blota assumiu as gravações da cidade cenográfica, enquanto Dennis foi fazer as externas em Volta Redonda. A baixa audiência inicial da novela levou a boatos sobre a entrada do diretor Gonzaga Blota, tradicional "apagador de incêndios" de novelas — ele já foi chamado diversas vezes para recuperar tramas, agilizar histórias ou mesmo substituir diretores — começou a dirigir as cenas da cidade cenográfica do Projac, juntamente com o diretor artístico e supervisor das novelas da Globo, Paulo Ubiratan. Em uma entrevista ao O Globo, Dennis Carvalho negou a crise, dizendo que em função da chuva e do atraso na entrega da cidade cenográfica, que ficou pronta só na última semana antes da estreia, restavam 62% de cenas para serem gravadas lá. E como era matematicamente impossível para que ele, Marcos Paulo e o Paulo Ubiratan fizessem. Então Paulo chamou Blota para desafogar.
Primeira novela na TV Globo do ator Murilo Benício e das atrizes Camila Pitanga e Carolina Dieckmann, elas vinham da minissérie Sex Appeal.

## Exibição
O último capítulo foi exibido excepcionalmente em um sábado (16 de julho), com reprise no domingo, logo após o programa Fantástico.
Foi reexibida pelo Vale a Pena Ver de Novo de 15 de setembro de 1997 a 6 de fevereiro de 1998, substituindo A Viagem e sendo substituída por Felicidade.
Em 2013, o Viva fez uma enquete para o público escolher a próxima reprise de telenovela, para substituir Rainha da Sucata, e Fera Ferida ficou em 4º lugar, sendo a vencedora Água Viva, de 1980. Foi reexibida na íntegra pelo Viva de 15 de junho de 2015 a 13 de fevereiro de 2016, substituindo O Dono do Mundo e sendo substituída por Laços de Família, à 00h.

### Outras mídias
Em 28 de julho de 2025, foi disponibilizada na íntegra pelo Globoplay, como parte do Projeto Resgate.

### Exibição internacional
A novela foi vendida para 13 países da América Latina, durante a feira Screenings, realizada anualmente em Los Angeles, EUA. Além disso, foi exibida em Angola, Indonésia, Macau, Portugal, Rússia, entre outros países.

### Vinheta de abertura
A abertura da novela Fera Ferida era mostrada nomes voadores em formato 3D. A abertura da foi desenvolvida pelo designer Hans Donner e sua equipe. Uma onça, representada por uma câmera virtual e uma sombra, percorria campos, grutas, cavernas e chapadas. Durante a corrida da onça, a câmera descia e subia, como se o olho do telespectador fosse o do animal. Os créditos passavam voando, como se levados pela velocidade da fera. Todos os movimentos eram sincronizados com a canção Fera Ferida, de Roberto Carlos, interpretada por Maria Bethânia. Ao final, os olhos brilhantes e os longos dentes da onça apareciam sobre o nome da novela. A ordem da abertura era em ordem alfabética.

## Música

### Nacional Volume 1
Capa: Giulia Gam
| Lado A |                                                                      |                                   |                  |         |  |
| N.º    | Título                                                               | Compositor(es)                    | Intérprete       | Duração |  |
| 1.     | "Rio de Janeiro (Isto é o Meu Brasil)" (tema de locação: Tubiacanga) | Ary Barroso                       | João Bosco       | 3:05    |  |
| 2.     | "Flor de Ir Embora" (tema de Clara dos Anjos)                        | Fatima Guedes                     | Fátima Guedes    | 3:43    |  |
| 3.     | "Mon Amour" (tema de Rubra Rosa)                                     | Rita Lee / Nelson Motta           | Rita Lee         | 4:43    |  |
| 4.     | "Noites com Sol" (tema de Áureo e Frida)                             | Flávio Venturini / Ronaldo Bastos | Flávio Venturini | 4:04    |  |
| 5.     | "Al Di Lá" (tema de Ilka Tibiriçá)                                   | Emilio Pericoli                   | Emilio Pericoli  | 3:09    |  |
| 6.     | "Corrupião" (tema de Major Bentes)                                   | Edu Lobo                          | Edu Lobo         | 3:28    |  |
| 7.     | "Fera Ferida" (tema de Raimundo Flamel - tema de abertura)           | Roberto Carlos/Erasmo Carlos      | Maria Bethânia   | 3:31    |  |

| Lado B |                                                          |                                                |                 |         |  |
| N.º    | Título                                                   | Compositor(es)                                 | Intérprete      | Duração |  |
| 8.     | "Sangue Latino" (tema de Linda Inês)                     | João Ricardo e Paulinho Mendonça               | Renata Arruda   | 3:50    |  |
| 9.     | "Da Cor do Pecado" (tema de Cassi Jones)                 | Bororó                                         | Fagner          | 4:27    |  |
| 10.    | "Rosa" (tema do Professor Praxedes e Maria dos Remédios) | Pixinguinha / Otávio de Sousa                  | Marisa Monte    | 2:52    |  |
| 11.    | "Sensual (Palácio Fácil)" (tema de Demóstenes)           | Aldir Blanc / Tavito                           | Zé Ramalho      | 3:32    |  |
| 12.    | "Corpo e Luz" (tema de Margarida Weber)                  | Wagner / André Sperling / Paulo César Pinheiro | Ithamara Koorax | 4:10    |  |
| 13.    | "Pálida" (tema de Camila)                                | Aldir Blanc / Tavito                           | Vânia Bastos    | 2:26    |  |
| 14.    | "Um Dia, Uma Música" (tema de locação: Tubiacanga)       | Nico Rezende / Léo Gandelman                   | Léo Gandelman   | 4:46    |  |

### Nacional Volume 2
Capa: Luíza Tomé
| Lado A |                                                                                           |                                                    |                                                                        |         |  |
| N.º    | Título                                                                                    | Compositor(es)                                     | Intérprete                                                             | Duração |  |
| 1.     | "Eu Só Penso em Você (Always On My Mind)" (tema de Teresinha e Votan)                     | J. Christopher / W. Thompson / M. James / Jerry C. | Zezé Di Camargo & Luciano com a participação especial de Willie Nelson | 3:50    |  |
| 2.     | "Pessoa" (tema de Isoldinha e Fabrício)                                                   | Dalto / Cláudio Rabello                            | Marina                                                                 | 3:16    |  |
| 3.     | "Cobra de Chifre" (tema de Salustiana Maria)                                              | Paulinho Lima                                      | Amelinha                                                               | 2:56    |  |
| 4.     | "Ao Poeta/ Primavera/ Deixa/ Marcha Da Quarta-Feira De Cinzas" (tema de Afonso Henriques) | Carlos Lyra / Vinicius de Moraes                   | Leila Pinheiro                                                         | 5:29    |  |
| 5.     | "Irmandade" (tema de Ingrácia)                                                            | Maria Ceiça                                        | Maria Ceiça                                                            | 2:46    |  |
| 6.     | "Velho Chorinho Novo"                                                                     | Aécio Flávio                                       | Aécio Flávio                                                           | 2:48    |  |

| Lado B |                                                                 |                |                |         |  |
| N.º    | Título                                                          | Compositor(es) | Intérprete     | Duração |  |
| 7.     | "Outra Noite" (tema de Orestes)                                 | Chico Buarque  | Chico Buarque  | 2:20    |  |
| 8.     | "Você é Linda" (tema de Raimundo Flamel e Linda Inês)           | Caetano Veloso | Caetano Veloso | 4:55    |  |
| 9.     | "Minueto" (tema de Mestre Nicolau)                              | Celso Adolfo   | Celso Adolfo   | 2:41    |  |
| 10.    | "Garotos II - O Outro Lado" (tema de Perla Menescal e Etevaldo) | Leoni          | Leoni          | 4:01    |  |
| 11.    | "Ao Watanabe"                                                   | César Machado  | César Machado  | 4:14    |  |
| 12.    | "Na Cadência do Samba" (tema de Ataliba Timbó)                  | Luís Bandeira  | Waldir Calmon  | 2:42    |  |

## Repercussão
As receitas e pratos afrodisíacos de D. Ilka Tibiriçá fizeram sucesso. A emissora recebia enxurrada de cartas dos telespectadores pedindo que os capítulos em que a personagem os fazia fossem reprisados para que as receitas pudessem ser anotadas. A atriz Cássia Kis lembra que o seu figurino foi inspirado no estilo de Jacqueline Kennedy, ex-primeira-dama dos Estados Unidos.
O figurino de Raimundo Flamel ganhou as ruas. As camisas sem gola usadas pelo personagem, inspiradas no filme Lawrence da Arábia (1962), de David Lean, chegaram a ser batizadas de “camisas Flamel”.
Em relação a crítica, Sérgio DÁvila da Folha de S.Paulo elogiou o enredo, mas disse que Edson Celulari precisava de um diretor que segurasse seu histrionismo, enquanto que Giulia é versátil. Na mesma crítica, elogiou a novela que tem belíssimas externas, que não caem no vazio que Benedito Ruy Barbosa imprimiu a Renascer. E elogiada por não haver modelos no elenco e sim atores. A cidade cenográfica também foi alvo da crítica, por exemplo, sendo lembrada por parecer de brinquedo.
Por outro lado, o público foi ouvido por telefone em uma enquete da Folha de S.Paulo, a maioria afirmou que a trama seria melhor que a sua antecessora, Renascer.
A trama também foi criticada por Esther Hamburger da Folha de S.Paulo por meio dos personagens caricaturais Ilka e Ataliba, escrevendo que Fera Ferida reforçava o estigma que paira sobre a impotência sexual, escrevendo: "Não usual também é o tratamento dado à impotência sexual. O romance entre a solteirona Ilka (Cássia Kiss) e Ataliba (Paulo Gorgulho) cresceu em importância e sutileza."

### Audiência
Fera Ferida entrou no ar às 20h38 de 15 de novembro de 1993, alcançando a média de 53%, ou cerca de 2,15 milhões de televisores ligados na Grande São Paulo. Teve menos audiência que a estreia de sua antecessora, pois em 8 de março deste ano, Renascer conseguiu a média de 59% (cerca de 2,35 milhões de televisores). O índice alcançado por Fera Ferida também é inferior ao da estreia de De Corpo e Alma, em 3 de agosto de 1992. Naquela noite, a novela de Glória Perez alcançou a média de 55%, ou cerca de 2,15 milhões de televisores ligados em São Paulo. O Ibope faz seus cálculos tomando como base um número total estimado de 3,98 milhões de televisores na Grande São Paulo. A estreia da novela de Aguinaldo Silva só conseguiu ser mais bem-sucedida que a de Pedra sobre Pedra, também de sua autoria, em 6 de janeiro de 1992.
Fera Ferida alcançou audiência média de 53 pontos.
Segundo números do Ibope, a primeira semana de Fera Ferida perdeu por uma diferença de cerca de oito pontos na média de audiência para a que foi registrada na semana de estreia de Renascer.

### Prêmios
Troféu APCA (1994):
- Melhor Ator - José Wilker
- Revelação Masculina - Murilo Benício